# بیل برج
بیل برج (انگلیسی: Bill Byrge؛ ۱۶ ژوئیهٔ ۱۹۳۲ – ۹ ژانویهٔ ۲۰۲۵) بازیگر و کمدین اهل ایالات متحده آمریکا بود که بین سال‌های ۱۹۸۵ تا ۲۰۱۰ میلادی فعالیت می‌کرد.
برج در ۹ ژانویهٔ ۲۰۲۵، در سن ۹۲ سالگی در خانه خود در نشویل، تنسی درگذشت.